# Labmagenverlagerung
Eine Labmagenverlagerung (Dislocatio abomasi) ist eine langsam verlaufende Krankheit, die vor allem bei Milchkühen kurz nach dem Abkalben auftritt. Sie ist durch eine Verlagerung des Labmagens gekennzeichnet, die sowohl nach rechts als auch nach links erfolgen kann.

## Pathogenese
Ursache einer Labmagenverlagerung sind vor allem die Fütterung hoher Kraftfuttermengen (Getreide) und ein Mangel an strukturwirksamer Rohfaser. Damit kommt es zu einem Anstieg der freien Fettsäuren bei der Vergärung im Pansen und damit auch im Labmagen. Dies führt zu einer Abnahme der Beweglichkeit (Motilität) des Labmagens und zu einer vermehrten Gasbildung in diesem Organ. Ein Mangel an Calcium begünstigt den Abfall der Motilität, weshalb die Labmagenverlagerung vor allem mit dem Einsetzen der Milchbildung nach der Geburt auftritt (Ca-„Verlust“ über die Milch). 
Der Labmagen erweitert sich (Labmagendilatation) und aufgrund der erhöhten Durchflussrate durch den Wiederkäuermagen füllt sich der Labmagen immer weiter auf. Bei der linksseitigen Labmagenverlagerung verlagert sich der Labmagen unter dem Pansen hindurch zwischen linke Bauchwand und Pansen. Bei der rechtsseitigen Labmagenverlagerung steigt der Labmagen zwischen rechter Bauchwand und Darmkonvolut auf. Dabei kann sich der Labmagen um bis zu 360° drehen. Infolgedessen können Blutgefäße und Nerven des Labmagens stranguliert werden, was bei längerem Bestehen zum Absterben des Organs führen kann.

## Klinik
Symptome einer Labmagenverlagerung sind Apathie, Fressunlust mit starkem Abfall der Milchleistung und Gewichtsverlust. Der Kot ist meist schmierig bis pastös.  
Bei der linksseitigen Labmagenverlagerung kann eine von außen sichtbare Erweiterung der Bauchhöhle nach links auftreten. Häufig tritt aufgrund der Stoffwechselentgleisung parallel dazu eine Ketose auf. Kühe mit einer linksseitigen Labmagenverlagerung können mehrere Monate überleben. Allerdings zeigen die Tiere einen kontinuierlichen Leistungsabfall und Gewichtsverlust.
Bei der rechtsseitigen Labmagenverlagerung kommt es zu einer Umfangsvermehrung der Bauchhöhle nach rechts und häufig zu einer Pansenaufgasung („kleinschäumige Gärung“). Häufig entwickelt sich infolge des Rückflusses von Labmageninhalt in den Pansen eine Verschiebung des pH-Werts im Blut in den alkalischen Bereich (Alkalose). Die Tiere sind häufig hochgradig apathisch und schmerzhaft im Bauchraum.

## Diagnose
Die Diagnose lässt sich durch Abhören der Bauchwand mit dem Stethoskop stellen, während man sie mit den Fingern oder einem Perkussionshammer kräftig abklopft (Perkussionsauskultation). Dabei sind typischerweise metallisch klingende Töne hörbar („Steelband-Effekt“). Dieses „Klingeln“ wird durch Flüssigkeit und Gas in einem hochgradig gefüllten Hohlorgan verursacht. Diese Bedingungen können auch auf andere Organe in gleicher Lage zutreffen, zum Beispiel den Pansen links (bei Verlust der Pansenmatte) oder den Blinddarm rechts (Aufgasung).
Man unterscheidet die Labmagenverlagerung 1., 2. und 3. Grades, wobei der verlagerte Labmagen 3. Grades am weitesten aufgestiegen ist, den rippengeschützten Bauchraum verlässt und in der Hungergrube hörbar ist. Der nach rechts verlagerte Labmagen kann bei der rektalen Untersuchung, im Gegensatz zur linksseitigen Verlagerung, ertastet werden.

## Behandlung
Die rechtsseitige Labmagenverlagerung ist aufgrund der Möglichkeit einer Drehung ein akuter Notfall und muss sofort behandelt werden. 
Die Verlagerung kann gelegentlich durch Wälzen der Tiere behoben werden. In der Regel ist jedoch eine chirurgische Maßnahme notwendig, bei welcher der Tierarzt den Labmagen an der unteren Bauchwand festnäht. Dies kann ohne Eröffnung der Bauchhöhle im Anschluss an das Wälzen erfolgen. Beim sogenannten Blind stitch werden mit einer langen, gebogenen Nadel Knopfhefte an der Bauchwand angelegt, welche den Labmagen fixieren; bei der Toggle pin suture erfolgt die Fixation mit Metallknebeln (Toggle), welche durch einen Trokar in den Labmagen eingebracht werden. Das Anlegen solcher Toggle kann auch im Rahmen einer Bauchspiegelung (Laparoskopie) erfolgen. 
Weitere Möglichkeiten bieten verschiedene Operationsverfahren mit Eröffnung der Bauchhöhle (Laparotomie) von rechts (nach Dirksen) oder links (Utrechter Methode) am stehenden Tier. Der Vorteil der Laparotomie besteht in der Möglichkeit der Untersuchung der ganzen Bauchhöhle. Dies ist besonders von rechts gut möglich. Da Rinder zu fibrinösen Bauchfellentzündungen neigen, kommt es häufig zu Verklebungen oder Verwachsungen innerhalb der Bauchhöhle. Es ist erforderlich, diese zu erkennen, da bei vorhandenen Verklebungen ein verlagerter Labmagen unter Umständen nicht zurückverlagert werden kann und Bauchfellentzündungen die Prognose für die Heilung des Tieres verschlechtern. 
In einer Laparotomie wird der Labmagen entgast, gegebenenfalls gedreht und zurückverlagert. Zur Fixation des Labmagens wird das große Netz ca. 10 cm vom Magenausgang entfernt an der seitlichen Bauchwand festgenäht. 